# Edward the Great
Edward the Great (2002) is een album met muzikale hoogtepunten van Iron Maiden. Het bevat klassiekers van de Early Days (onder andere The Number of the Beast, Run to the Hills, The Trooper en Fear of the Dark) en ook een paar nieuwe liedjes (onder andere The Wicker Man en Futureal). In 2005 verscheen een vernieuwde editie van het album.

## Tracklisting 2002
1. Run to the Hills
2. The Number of the Beast
3. Flight of Icarus
4. The Trooper
5. 2 Minutes to Midnight
6. Wasted Years
7. Can I Play with Madness
8. The Evil That Men Do
9. The Clairvoyant
10. Infinite Dreams
11. Holy Smoke
12. Bring Your Daughter...to the Slaughter
13. Man on the Edge
14. Futureal
15. The Wicker Man
16. Fear of the Dark (Live at Rock in Rio))

## Tracklisting 2005
1. Run to the Hills
2. The Number of the Beast
3. The Trooper
4. Flight of Icarus
5. 2 Minutes to Midnight
6. Wasted Years
7. Can I Play with Madness
8. The Evil That Men Do
9. Bring Your Daughter...To the Slaughter
10. Man on the Edge
11. Futureal
12. The Wicker Man
13. Brave New World
14. Wildest Dreams
15. Rainmaker
16. Fear of the Dark (Live from Death on the Road)